# Brittisk frukost

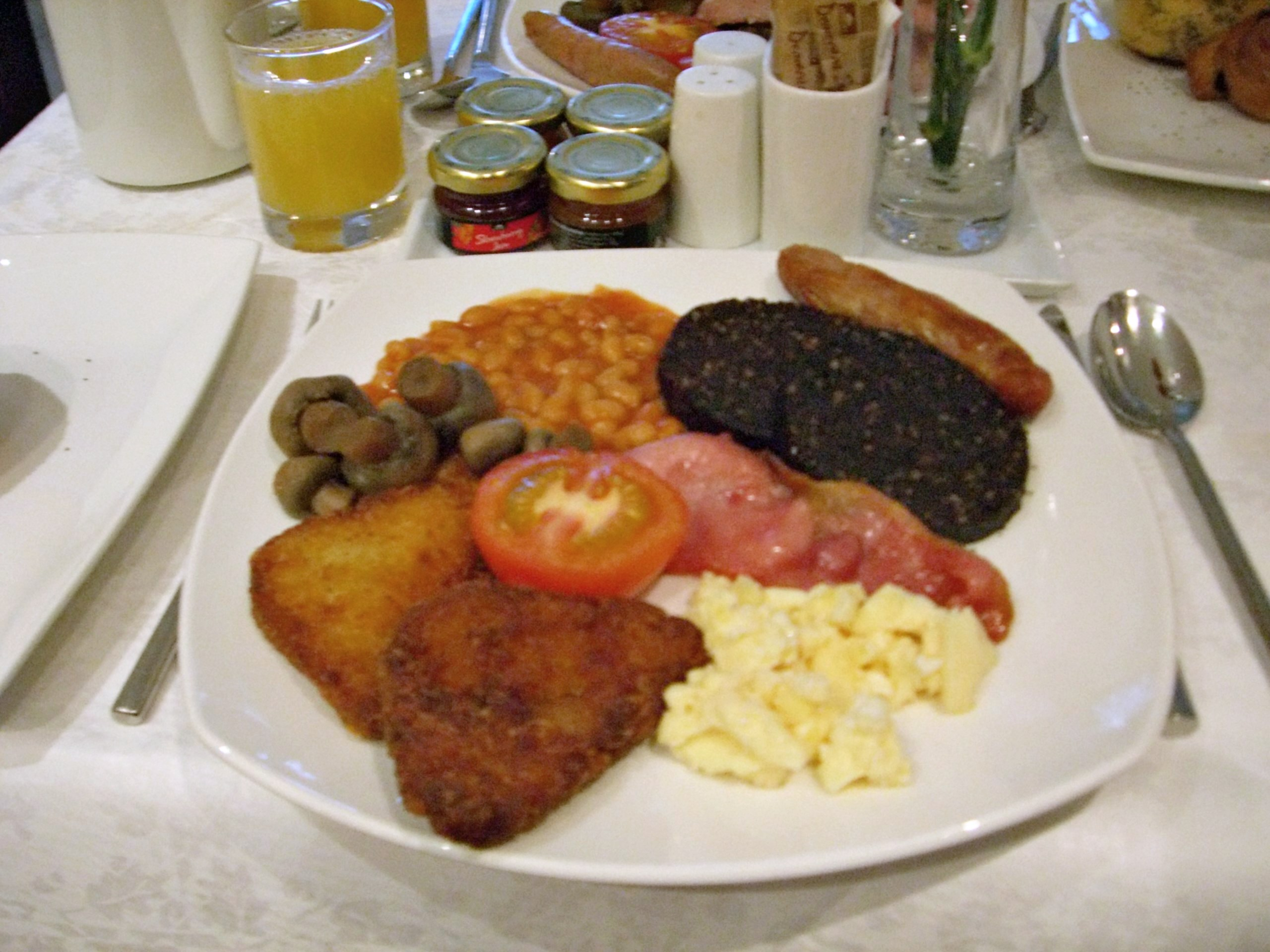
Stekta champinjoner, vita bönor i tomatsås, blodkorv, fläskkorv, potatisbulle, tomat, sidfläsk och äggröra.

En engelsk frukost eller brittisk frukost är en frukostmeny som är typisk för brittiska öarna, och i viss mån övriga engelskspråkiga länder. Den kallas ofta för Full breakfast eller Fry-Up, vilket syftar på att majoriteten av ingredienserna är stekta. Det finns vissa regionala skillnader mellan ingredienserna som ingår, men de allra vanligaste är:
- Kotlettbacon eller skivat bacon
- Ägg (t.ex. äggröra eller stekt ägg)
- (Brittisk) korv
- Vita bönor i tomatsås
- Stekt tomat
- Stekt svamp
- Black pudding (främst på Irland och i Skottland)
- Rostat bröd (ofta vitt bröd)

Engelsk frukost har funnit sedan 1300-talet och innehållet standardiserades på den viktorianska tiden för att skapa en nationalrätt. Under den industriella revolutionen började den även ätas av arbetarklassen då den gav dem energi för att klara av den ofta fysiskt krävande arbetsdagen. Rätten var som populärast på 1950-talet, då ungefär hälften av den brittiska befolkningen började sin dag med en engelsk frukost.
En irländsk frukost (eller Ulster Fry) inkluderar de ovan nämnda ingredienserna, men ibland byts black pudding ut mot white pudding, och rätten inkluderar ofta Irish soda bread (bikarbonatbröd). En skotsk frukost innehåller black pudding, tattie scone (potatisscone) och ibland även haggis. I Wales serverar ofta laverbread (barra lawr, gjort på sjögräs)
Numera (2016) äter endast 5 procent av britterna regelbundet en engelsk frukost, men rätten är fortfarande populär bland många turister.